# 米山薬師 (姶良市)
座標: 北緯31度44分35秒 東経130度37分48秒 / 北緯31.74306度 東経130.63000度

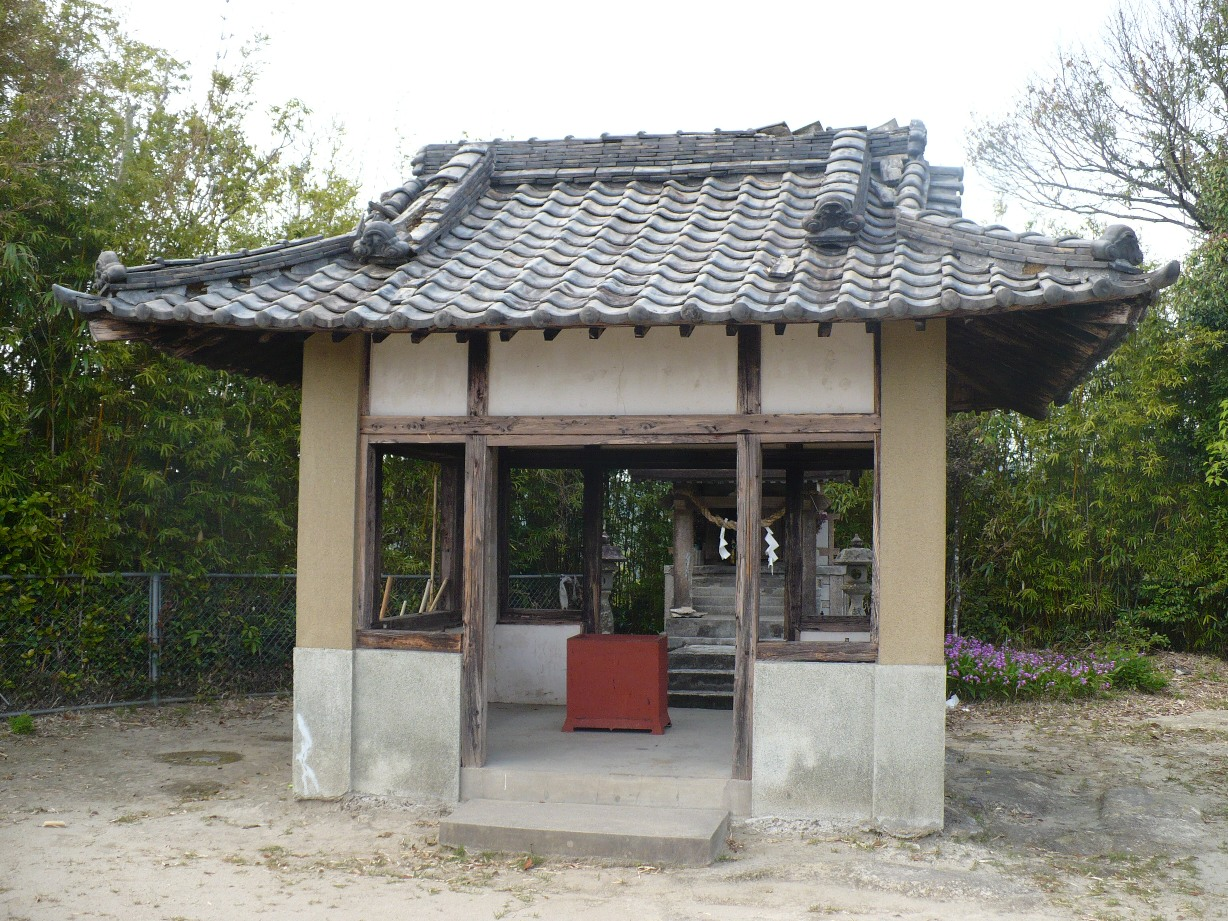
米山薬師の拝殿

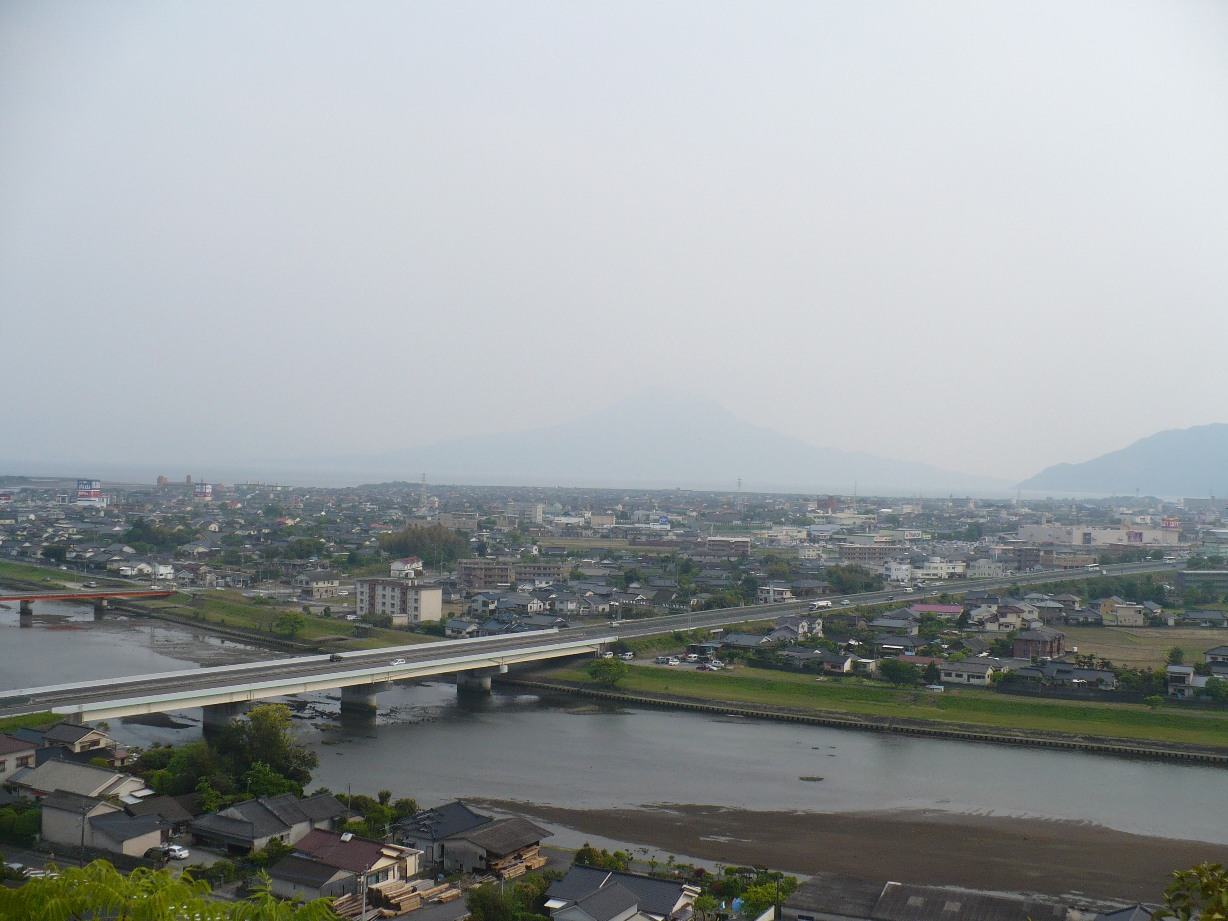
米山薬師から見た姶良町南部

米山薬師（よねやまやくし）は鹿児島県姶良市鍋倉にあった、薬師如来を祀る仏堂である。明治の廃仏毀釈で仏堂は破壊され、現在は正式には米山神社となっている。薩摩藩の三薬師（米山薬師・門倉薬師・高岡法華嶽寺の薬師）のうちの一つとされている。別府川の川の脇にある小高い山の上に存在し、堂の前からは姶良町南部の平野地帯を一望にすることができる。

## 歴史
15世紀に島津季久の四男、島津守興（起宗和尚）は、薬師如来を信仰して諸国を巡礼していた。越後国の米山薬師を参拝していた時に、巡礼の僧から仏像をもらって持ち帰り、米山薬師に地形がよく似ている平安城南方の山の上に堂を建てて安置した。これが帖佐の米山薬師の始まりである。この付近の住所は現在は鍋倉であるが、通称の地名としては米山薬師に由来して米山が用いられており、米山バス停もある。
1749年（寛延2年）12月12日、火災で本堂が全焼し、仏像も焼けてしまった。周辺からの寄付などを集めて1752年（宝暦2年）8月に再建された。このときの本尊は島津久起が造って寄付している。
明治維新後廃仏毀釈の嵐が吹き荒れ、米山薬師の薬師堂は破壊された。本尊はひそかに隠されたとする文献もあるが、現存していない。その後米山神社（よねやまじんじゃ）として再興された。しかし今もなお地域の人には米山薬師の名で通っている。
古くから疱瘡（ほうそう、天然痘のこと）の神様として知られ、鹿児島弁でホソンカンサァ（疱瘡の神様）と呼ばれていた。中腹にある井戸から湧く水を飲んだり体に塗ったりすることで天然痘を防げるとされて、天然痘が流行ると参拝客が絶えなかった。1926年（大正15年）に鹿児島県で天然痘が流行した際には、毎日1000人以上の参拝客が訪れたという。
1951年（昭和26年）にルース台風で社殿が壊れ、翌1952年に修理した時に仏師に依頼して薬師如来像を祀ったため、現在は神仏同座となっている。

## アクセス
帖佐小学校の裏手に登山口がある。歩いて10分ほど険しい岩山を縄伝いに登る必要がある。また平安城跡の桜公園から下る山道もある。